# Daniel Guzmán Castañeda
Daniel Guzmán Castañeda (Guadalajara, 31 de diciembre de 1965), más conocido como «El travieso Guzmán», es un entrenador y exfutbolista de nacionalidad mexicana. 

## Futbolista
Debutó en la temporada 1986 con 21 años de edad, en el Club Universidad de Guadalajara, permaneció buen tiempo en los Leones Negros, después paso al Atlante en 1991 donde ganaría el título de Liga en la temporada 1992-93, anotando 3 goles en la final ante el Monterrey. Para la temporada 1993-94 pasa al Santos Laguna logrando un subcampeonato con el equipo.
Para la temporada 1994-95 llega al Club Deportivo Guadalajara, debutando ante el Club Santos Laguna, partido donde anotaría 2 goles. Para el final de la temporada 1995-96 sale del equipo, y en el Invierno 1996 se enrola con el Puebla FC equipo en el que estuvo hasta el Verano 1997. Ya en la parte final de su carrera jugó con Atlas y Pachuca en 1998.

### Selección nacional
También tuvo participación con la Selección de fútbol de México, donde debutó el 20 de marzo de 1988, jugando un total de 20 partidos y anotando 8 goles. Participó con la selección Sub-23 donde anotaría su primer gol como seleccionado en un encuentro ante El Salvador, en la selección mayor participó en la Copa América 1993 y estuvo a punto de acudir al Mundial de 1994.

#### Participaciones en Copa América
| Copa              | Sede    | Resultado  |
| ----------------- | ------- | ---------- |
| Copa América 1993 | Ecuador | Subcampeón |

## Entrenador

### Guadalajara
Comenzó su carrera como entrenador dirigiendo al Atlético Cihuatlán en la Segunda división mexicana, para después pasar a dirigir al Bachilleres de la Primera 'A' en 2002. Su incursión a la Primera división mexicana fue sin ser auxiliar, para el Apertura 2002 recibió la oportunidad de dirigir al CD Guadalajara, tras la salida de Óscar Ruggeri.
Su debut con Guadalajara fue complicado, en la fecha 1 empató como visitante contra Puebla y su presentación en el Estadio Jalisco fue en un clásico contra América, partido que perdió 0-1. Después igualaría tres partidos consecutivos y lograría el primer triunfo en la sexta fecha, el 8 de septiembre de 2002, pasando sobre Tigres 4-0. En ese torneo logró llegar a la liguilla, pero quedó fuera ante el Club Deportivo Toluca.

### Veracruz
Al final del torneo el empresario Jorge Vergara compró al Guadalajara, destituyendo a la Promotora Deportiva Guadalajara, una de las frases de campaña de Vergara era que el técnico actual no estaba funcionando, por lo que salió del equipo. Inmediatamente se enroló con el Club Tiburones Rojos del Veracruz, al que llevó a la liguilla en el Clausura 2003, permaneció en la institución para el Apertura 2003 y por 10 fechas del Clausura 2004.

### Tecos UAG
Fue contratado para dirigir al C.A. Irapuato de la Liga de Ascenso en el Apertura 2004, pero después de hacer la pretemporada la Federación Mexicana de Fútbol decidió desaparecer la franquicia para reducir equipos, por lo que quedó desempleado. Para octubre de 2004 llegó al Tecos de la UAG, con el propósito de salvar al equipo del descenso, logrando el objetivo y llevando al equipo hasta la final que perdería con el Club América -dirigido por Mario Carrillo-.

### Atlas
Se hizo cargo del Atlas FC en el Apertura 2005 y Clausura 2006, con este equipo no pudo lograr calificar a la liguilla final en ninguno de los 2 torneos que estuvo en la institución, pero logró sacarlos de problemas de descenso. Al salir de Atlas, fue contratado por el Querétaro FC pero solo estuvo ahí unos días, ya que después de problemas con la directiva el antiguo técnico regresó.

### Club Santos Laguna
Entró de relevo con Santos Laguna a mediados del Apertura 2006 llegando cuando el club Lagunero tenía problemas de descenso, los cuales logra superar en el Clausura 2007, para llevarlos a la fase de reclasificación, donde son eliminados por el CF Pachuca. Ya para el siguiente ciclo futbolístico (2007-2008) logra llevar al club a los primeros planos. En el Apertura 2007 califican como superlíderes generales a la liguilla donde son eliminados por Pumas de la UNAM en las semifinales, en el siguiente torneo logra el tercer campeonato para la institución y su primer logro como entrenador. Terminó su periodo con Santos el 24 de marzo de 2009.

### Tigres UANL
El día 25 de mayo de 2009 Daniel Guzmán Castañeda tomó la dirección técnica del club Tigres de la Universidad Autónoma de Nuevo León junto con el nuevo presidente Santiago Martínez de la Torre. Posteriormente el día 26 de marzo de 2010 y tras cosechar 1 de 18 puntos disputados es cesado tras perder 1-0 contra el Deportivo Toluca. El día 30 de marzo se recontrató a como técnico de los Tigres de la UANL. Al término de este torneo fue cesado de su cargo con el presidente Santiago Martínez, en sus lugares volvieron al club regio Alejandro Rodríguez Michelsen como presidente del equipo y Ricardo Ferretti como director técnico.

### Atlante
Después de la salida de Ricardo Lavolpe por problemas de salud, Daniel Guzmán toma el puesto de director técnico del Atlante, pero al final de la temporada Clausura 2013, es cesado del club, debido a los malos resultados y de quedar último en la tabla general.

### Tijuana
El día 1 de septiembre de 2014 es presentado a las 6:15 p. m. hora local y 8:15 p. m. hora del centro de México como entrenador de Club Tijuana, como sustituto del entrenador venezolano César Farías. Para afrontar el Torneo Apertura 2014 (México) y volver a llevar a los Xolos a los primeros planos del fútbol local.
El 12 de mayo de 2015 es cesado por la dirigancia tijuanense, después de tener un gran arranque de torneo en el Clausura 2015, donde llegó a ser líder general, sin embargo el rendimiento del equipo cayo dramáticamente en la segunda mitad del calendario regular, quedando fuera de la liguilla por el título.

### U. de G.
El 4 de junio de 2015 se anuncia su contratación para dirigir a los Leones Negros de la Universidad de Guadalajara que juegan en la liga de Ascenso MX.

### Tampico Madero
En septiembre de 2016 El Travieso es contratado por el Grupo Orlegi con la tarea de salvar la franquicia del descenso del Ascenso Mx a la segunda división del fútbol mexicano, trabajo que logró hacer en abril de 2017, no renovó con el equipo después de ello.

### Guastatoya
El día 29 de agosto de 2021 se hace oficial su fichaje en el fútbol Chapin por el  Club Deportivo Guastatoya de la Liga Nacional De Guatemala, siendo su primera vez en dirigir en el país.

## Clubes

### Trayectoria como jugador
| Club           | País           | Año       |
| -------------- | -------------- | --------- |
| U. de G.       | México         | 1984-1991 |
| Atlante        | México         | 1991-1993 |
| Santos         | México         | 1993-1994 |
| Guadalajara    | México         | 1994-1996 |
| Puebla         | México         | 1996-1997 |
| San Jose Clash | Estados Unidos | 1997      |
| Atlas          | México         | 1997-1998 |
| Pachuca        | México         | 1998      |

### Trayectoria como entrenador
| Club           | País      | Año         |
| -------------- | --------- | ----------- |
| Guadalajara    | México    | 2002        |
| Veracruz       | México    | 2003 - 2004 |
| Tecos UAG      | México    | 2004 - 2005 |
| Atlas          | México    | 2005 - 2006 |
| Santos         | México    | 2006 - 2009 |
| Tigres UANL    | México    | 2009 - 2010 |
| Veracruz       | México    | 2011 - 2012 |
| Puebla         | México    | 2012        |
| Atlante        | México    | 2013        |
| Tijuana        | México    | 2014 - 2015 |
| U. de G.       | México    | 2015 - 2016 |
| Tampico Madero | México    | 2016 - 2017 |
| Guastatoya     | Guatemala | 2021 - 2022 |
| Tepatitlán FC  | México    | 2022 - 2023 |

## Palmarés

### Títulos como jugador
| Título                     | Club    | País   | Año       |
| -------------------------- | ------- | ------ | --------- |
| Copa México                | U de G  | México | 1990-1991 |
| Primera División de México | Atlante | México | 1992-1993 |

### Títulos como entrenador
| Título                     | Club          | País   | Año           |
| -------------------------- | ------------- | ------ | ------------- |
| Primera División de México | Santos Laguna | México | Clausura 2008 |